# 1263 en santé et médecine
| Années de la santé et de la médecine : 1260 - 1261 - 1262 - 1263 - 1264 - 1265 - 1266    |
| Décennies de la santé et de la médecine : 1230 - 1240 - 1250 - 1260 - 1270 - 1280 - 1290 |

Cet article présente les faits marquants de l'année 1263 en santé et médecine.

## Événements

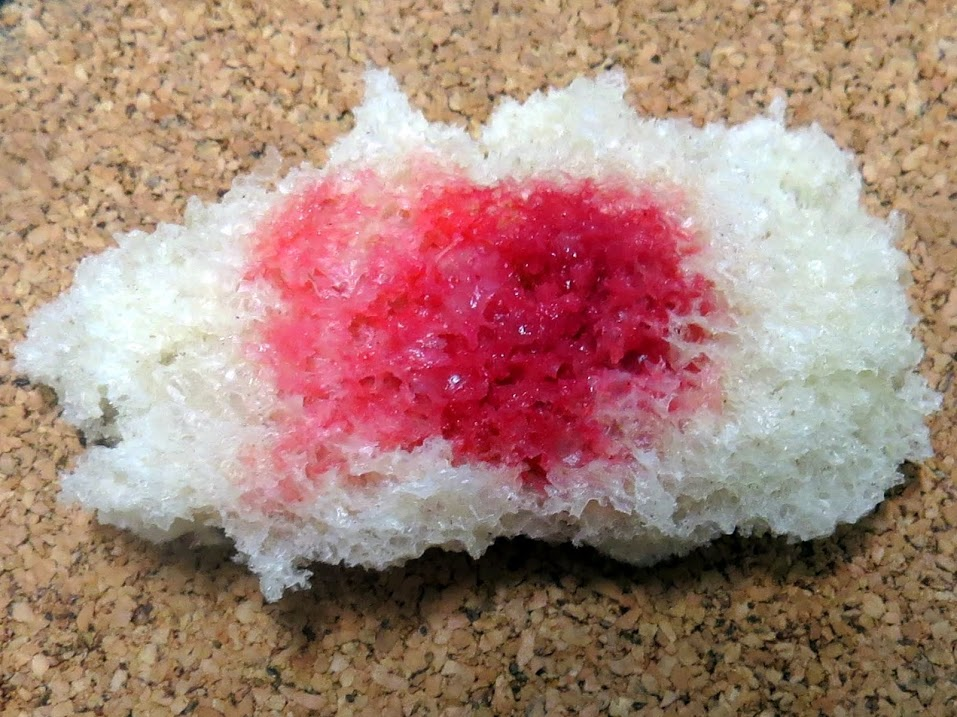
Serratia marcescens

- En Chine, sous le gouvernement de Kublai Khan, l'interprète nestorien Isa Tarjaman crée un service de médecine et pharmacie occidentales (xiyu yiyaosi[1]).
- Fondation du Grand Hôpital de Huy, « bonne ville » de la principauté de Liège[2].
- Fondation d'une maison-Dieu à Joinville en Champagne, où Jean de Joinville, seigneur du lieu, sénéchal de Champagne et historien de Louis IX, fonde une chapelle[3],[4].
- Les statuts de l'hôtel-Dieu de Troyes en Champagne stipulent que « nulle [sœur] ne doit porter anneaux ni pierres précieuses, si ce n'est pour cause de maladie[5] ».
- À Bolsena, dans le Latium en Italie, miracle dit « du corporal », au cours duquel du sang perle sur le linge cultuel, phénomène qu'on attribue aujourd'hui à la multiplication, sur une matière imprégnée d'amidon, de Serratia marcescens, bactérie qui produit un pigment d'un rouge intense, nommé « prodigiosine » par ses inventeurs en souvenir de l'événement[6].

## Publications
- Le dominicain français Vincent de Beauvais termine la rédaction du Speculum maius, encyclopédie dont la première partie, Speculum naturale (« Miroir de la nature »), compile les connaissances de l'époque en médecine, anatomie, physiologie et psychologie humaines[7].
- Chen Ziming, médecin gynécologue chinois, achève la rédaction du Waike Jingyao (« Principes essentiels en médecine externe[8] »).

## Personnalité
- 1263-1264 : fl. Nicolas de Vigneux, médecin, chanoine de Laon, chapelain du cardinal Anchier Pantaléon[9].